# ماريو كاستيلو
ماريو كاستيلو (بالإسبانية: Mario Castillo)‏ (31 أكتوبر 1951 بسان ميغيل في السلفادور - ) هو لاعب كرة قدم سلفادوري في مركز الدفاع، شارك في كأس العالم 1982. وشارك مع منتخب السلفادور لكرة القدم. أما مع النوادي، فقد لعب مع نادي أليانزا ‏ وC.D. Santiagueño ‏ ونادي أكويلا.

## وصلات خارجية
- ماريو كاستيلو على موقع الاتحاد الدولي (مؤرشف)  (الإنجليزية)
- ماريو كاستيلو على موقع قاعدة بيانات كرة القدم.إي يو (الإنجليزية)
- ماريو كاستيلو على موقع ناشيونال فوتبول تيمز (الإنجليزية)
- ماريو كاستيلو على موقع Soccerway.com (الإنجليزية)
- ماريو كاستيلو على موقع عالم كرة القدم.نت (الإنجليزية)